# 弗里德里希·安西永
约翰·彼得·弗里德里希·安西永（德語：Johann Peter Friedrich Ancillon，1767年4月30日—1837年4月19日）普鲁士历史学家和政治家，他为普鲁士的腓特烈·威廉三世提供了强有力的意识形态支持，反对可能限制君主权力的政治改革。